# Antoni Cardona Torres
Antoni Cardona Torres (Sant Antoni de Portmany, 1911) és un empresari turístic eivissenc. Als 18 anys es trasllada a Eivissa on s'inicia en l'ofici de forner a Ca's Corpet. Compleix el servei militar a Menorca, i en el viatge d'Eivissa a Maó, via Barcelona, assisteix a l'Exposició Universal, una cita que el va convertir en un innovador, i d'on prengué idees per a implementar-les en els seus establiments. Des de llavors, cada any, acudeix a la Fira de Mostres de Barcelona per estar al corrent de les últimes iniciatives en el sector.
Una vegada finalitzada la seva formació militar, torna a Eivissa per iniciar el seu propi negoci de forn, on introdueix tota mena de millores contractant la maquinària més moderna i introduint idees observades fora de l'illa. El 1945 inicia els treballs de construcció de l'Hotel San Antonio, amb la novetat d'incloure diverses habitacions amb bany privat i un cuiner professional de reconegut prestigi. Segueix innovant amb la creació d'excursions en taxi a diferents parts de l'illa i amb la creació de la sala de festes Illa Blanca que, amb la col·laboració d'Alfonso Rivero, va ser un referent nocturn de l'illa.
A finals dels 50 inicia la construcció de l'Hotel Florida, el primer hotel de l'illa amb bany i telèfon en totes les habitacions. Després arribarien els hotels S'Estanyol, San Rem, Els Pins. Funda amb altres socis l'agència de viatges Portus Magnus. El 2006 va rebre el Premi Ramon Llull.